# Saubersdorf am Steinfelde
Die Herrschaft Saubersdorf am Steinfelde war eine Grundherrschaft im Viertel unter dem Wienerwald im Erzherzogtum Österreich unter der Enns, dem heutigen Niederösterreich.

## Ausdehnung
Die Herrschaft umfasste zuletzt die Ortsobrigkeit über Saubersdorf und Erlach. Der Sitz der Verwaltung befand sich im Schloss Saubersdorf.

## Geschichte
Letzter Inhaber der Herrschaft war Anton Karl (bzw. Antal Karoly) Fürst Pálffy von Erdőd (1793–1879), bis er nach den Reformen 1848/1849 die Herrschaft auflöste.